# Попов, Матвей Иванович
Матвей Иванович Попов (азерб. Matvey İvanoviç Popov; 15 июня 1907, Андреевка, Бакинская губерния — ?) — советский азербайджанский хлебороб, Герой Социалистического Труда (1948).

## Биография
Родился 15 июня 1907 года в селе Андреевка Ленкоранского уезда Бакинской губернии (ныне село Каразанджир Джалилабадского района Азербайджана).
В 1930—1970 годах — трудился в Пушкинской и Астрахан-Базарской МТС, совхозах «40-летие Азербайджанской ССР» и «1 Мая» Астрахан-Базарского района. В 1947 году получил в обслуживаемых колхозах урожай пшеницы 24,68 центнеров с гектара на площади 152 гектара.
Указом Президиума Верховного Совета СССР от 19 мая 1948 года за получение высоких урожаев пшеницы в 1947 году Попову Матвею Ивановичу присвоено звание Героя Социалистического Труда с вручением ордена Ленина и золотой медали «Серп и Молот».
Активно участвовал в общественной жизни Азербайджана. Член КПСС с 1953 года.
С 1970 года — пенсионер союзного значения.